# Henri Bonnamaux
Henri Émile Bonnamaux, né le 3 avril 1880 dans le 9e arrondissement de Paris, ville où il est mort le 14 août 1935, est l'un des pionniers du scoutisme protestant en France.

## Biographie
Ingénieur agronome, professeur de sciences naturelles à l'école des Roches en Normandie, il est l'un des pionniers du scoutisme protestant avec son frère Charles. 
Charles Bonnamaux est diplômé de l'École normale de Springfield (USA), et (en 1913) ex-directeur des exercices physiques à l'Union Chrétienne des Jeunes Gens de Paris.
En 1911, Henri Bonnamaux traduit la loi scoute de Baden Powell en y ajoutant deux articles (les 11 et 12). Auteur du premier manuel du scoutisme avec son frère Charles, ils inventent aussi une gamelle qui porte leur nom : la « bonnamaux » ou « bonna » ou « boname ». 
Après avoir publié en 1912 des notes sur le camping dans la Revue du Touring Club de France, ils se voient commander par A. Ballif, président de l'association, un manuel pratique de camping. Le manuel parait en 1913 aux éditions du Touring Club de France.  
Il dirige les Union chrétienne de jeunes gens (UCJG) de 1912 à 1914.
Son totem était « Cigogne d'Alsace ».

## Distinctions
- Mérite agricole